# ノンちゃんの夢
『ノンちゃんの夢』（ノンちゃんのゆめ）は、1988年（昭和63年）4月4日から10月1日まで放送されたNHK連続テレビ小説第40作。主演は藤田朋子。

## 概要
終戦後、上京したヒロインが「新しい生活」のために奮闘の末に新しい雑誌を出版していく姿を描く。
連続テレビ小説で高知県が舞台になった最初の作品である。
1988年の平均視聴率は39.1%、最高平均視聴率は50.6%（関東地区、ビデオリサーチ調べ）。
1998年10月5日から1999年4月3日までBS2にて再放送された。
放送ライブラリーでは第1回が公開。

## 出演
結城暢子
演 - 藤田朋子
武野博史
演 - 山下真司
暢子の夫。
結城幸子
演 - 丘みつ子
暢子の母。
結城菊
演 - 南美江
暢子の祖母。
結城真理子
演 - 西村知美
暢子の妹。
中元操
演 - 鈴木保奈美
暢子のいとこ。
結城市太郎
演 - 中村梅之助
操の父。
結城すみ江
演 - 中原早苗
操の母。
結城きわ
演 - 松金よね子
蓮見雄一郎
演 - 船越栄一郎
暢子の初恋相手、海軍少尉、実業家。
中川房代
演 - 山田邦子
暢子の親友。
中川信吾
演 - 石黒賢
房代の弟。
中川壮吉
演 - 竜雷太
房代・信吾の父。
高倉麻子
演 - 長谷直美
いろは書房社員。
武野貴子
演 - 水野久美
着付けのおばさん。
演 - 中村メイコ
暢子の結婚式の回のみ出演
その他
演 - 草野大悟、柳生博、河内桃子、山本理沙、一色彩子、江藤漢斉、新井康弘、今西正男、奥村公延、早崎文司、三好美智子、ケーシー高峰、高原駿雄、三田篤子、すまけい、下元勉、今井雅之

## スタッフ
- 作 - 佐藤繁子[3][6]
- 音楽 - 渡辺俊幸[3][6]
- 演奏 - コンセール・レニエ
- 語り - 中村メイコ[3][6]
- 演出 - 伊豫田静弘[3][6]、兼歳正英[3]、榎戸崇泰[3]、湯座明彦[3]、小松隆一
- タイトル画 - わたせせいぞう
- 制作 - 東海林通[3][6]
- 美術 - 稲葉寿一[3][6]
- 技術 - 京谷道雄[3][6]
- 音響効果 - 広瀬洋介[3][6]
- 撮影 - 村松一彦[6]
- 照明 - 大西純夫[6]
- 音声 - 岩崎延雄[6]
- 編集・記録 - 阿部格[6]

## 備考
- 2011年年末から2012年年始にかけて放送された富士フイルムのテレビCM「お正月を写そう♪2012」（デジタルカメラX10篇・フォトブック篇・アスタリフトジェリー篇・メタバリア篇の全4篇）では、この作品のメインテーマ曲（渡辺俊幸作曲の口笛メロディー[7]）が、BGMとして使われた[8]。
- 2015年度前期『まれ』第15週『下剋上駄菓子ケーキ』において、藤田と船越が夫婦役で再共演した。これについて夫役を演じた船越はインタビューで「『ノンちゃんの夢』では結ばれなかった藤田朋子さんと、今度は絆を取り戻す夫婦役を演じるというサプライズ付きです。『なかなかやるな！』と、思わされました」と笑いながら語った[9]。